# You Yangs Forest Park
You Yangs Forest Park är en park i Australien. Den ligger i delstaten Victoria, omkring 50 kilometer väster om delstatshuvudstaden Melbourne. You Yangs Forest Park ligger 99 meter över havet.
Närmaste större samhälle är Lara, nära You Yangs Forest Park. 
Trakten runt You Yangs Forest Park består till största delen av jordbruksmark. Runt You Yangs Forest Park är det mycket glesbefolkat, med 4 invånare per kvadratkilometer. Genomsnittlig årsnederbörd är 744 millimeter. Den regnigaste månaden är juni, med i genomsnitt 113 mm nederbörd, och den torraste är januari, med 31 mm nederbörd.